# Присяжнюк Василь Олександрович
Василь Олександрович Присяжнюк (12 квітня 1897 — †?) — підполковник Армії УНР.

## Біографія
Походив з Радомишльського повіту Київської губернії. Останнє звання у російській армії — поручик.
У 1921–1922 рр. — командир 30-го куреня  4-ї Київської дивізії Армії УНР.
Учасник Другого Зимового походу.